# Saupsdorfer Hütte
Die Saupsdorfer Hütte ist eine Selbstversorgerhütte der Kategorie MH des Sächsischen Bergsteigerbundes des Deutschen Alpenvereins. Sie liegt im Ortsteil Saupsdorf der sächsischen Stadt Sebnitz im Landkreis Sächsische Schweiz-Osterzgebirge auf 285 m ü. NHN Seehöhe.

## Geschichte
Das Haus wurde 1818 als Ersatzneubau eines älteren Häusleranwesens durch Johann Gottlieb Willkomm errichtet. Willkomm betrieb hier eine Garnbleiche und im geringen Umfang Landwirtschaft. Willkomms Sohn Christian Gottlieb war (vermutlich Mitte des 19. Jahrhunderts) aus wirtschaftlichen Gründen zur Versteigerung des Anwesens gezwungen, welches dann in den Besitz der benachbarten Rölligmühle (Hinteres Räumicht 3) gelangte. Die Familie Röllig verkaufte das Haus 1982 an einen Betrieb aus Dresden, der hier ein Ferienheim einrichten wollte. Dies wurde jedoch behördlich nicht genehmigt. Das Haus wurde deshalb 1986 an den Sportclub Empor Dresden veräußert, dessen Mitglieder der Sektion Wandern und Bergsteigen ab 1987 mit der schrittweisen Instandsetzung begannen. 1993 erwarb der Sächsische Bergsteigerbund das Haus, der die Sanierung fertigstellte und das Haus seitdem als Selbstversorgerhütte nutzt. Die Saupsdorfer Hütte steht als eines der größten und markantesten Umgebindehäuser der Region seit 1993 unter Denkmalschutz.

## Hütten in der Nähe
- Dessauer Hütte der Sektion Leipzig und der Bergfreunde Anhalt Dessau
- Ottendorfer Hütte, ein DAV-Vertragshaus